# Joris Daudet
Joris Daudet (* 12. Februar 1991 in Saintes) ist ein französischer Radrennfahrer. Er gehört seit Anfang der 2010er Jahre zu den weltweit erfolgreichsten BMX-Fahrern und wurde in dieser Disziplin Olympiasieger und mehrfacher Weltmeister.

## Sportlicher Werdegang
Daudet entdeckte den BMX-Sport mit 13 Jahren, als er sich eine Veranstaltung in seiner Heimatstadt ansah. Als Junior gewann er 2008 und 2009 die Weltmeisterschaften in der Cruiser-Klasse. 2010 wurde er in dieser Klasse französischer Elite-Meister.
2011, mit 20 Jahren, schaffte Daudet ein Triple aus Welt-, Europa- und französischer Meisterschaft. Zudem holte er die Gesamtwertung des Weltcups, ohne allerdings in einem einzelnen Rennen gewonnen zu haben. Ein Einzelsieg im Weltcup war ihm trotz zahlreicher weiterer Erfolge erst 2017 vergönnt. Bis Anfang 2024 erzielte Daudet 12 Siege in Weltcup-Rennen, dazu zahlreiche weitere Podiums-Platzierungen. 2015 wurde er Weltmeister im BMX-Zeitfahren, 2016 erneut im Einzelrennen. Hinzu kam ein weiterer Europameister-Titel 2017 sowie mehrfache Siege bei französischen Meisterschaften. Von 2008 bis 2018 gewann Daudet jedes Jahr eine Medaille bei der WM. 2019 endete diese Serie, als er im Finale stürzte und sich mehrere Knochenbrüche zuzog. 2022 gewann er nochmals eine Bronzemedaille, ebenso wie 2023 beim französischen Dreifach-Triumph in Glasgow. Bei den Weltmeisterschaften 2024 gewann Daudet zum dritten Mal den Titel, acht Jahre nach seinem zweiten Triumph. Er zog dadurch mit dem US-Amerikaner Kyle Bennett als Rekordweltmeister gleich.
Bei seinen ersten drei olympischen Auftritten konnte Daudet keine Medaille erzielen. Als Vize-Weltmeister 2012 ging er als Mitfavorit ins olympische BMX-Rennen, doch ein Sturz im dritten Lauf des Halbfinals beendete seine Chancen. 2016 hatte er die schnellste Qualifikationszeit gesetzt, als ihm im Viertelfinale Ähnliches widerfuhr. Auch im dritten Anlauf war ihm das Glück nicht hold: Im Finale des olympischen BMX-Rennens 2021 fiel er, an dritter Stelle liegend, in der letzten Kurve. 2024, im vierten Anlauf und vor Heimpublikum, siegte er im Finale vor seinen Landsleuten Sylvain André und Romain Mahieu.
Seit 2013 lebt Daudet in den USA, zunächst in Kalifornien, später in Florida. Er fuhr daher häufig in der prestigeträchtigen USA National BMX Series, in der zwischen 2015 und 2023 insgesamt sechsmal die Gesamtwertung gewann; er ist damit der Rekordsieger dieser Rennserie.

## Erfolge
2008
 Weltmeister (Junioren) – Cruiser
 Europameister (Junioren) – Cruiser
 Französischer Meister (Junioren) – Cruiser und 20 Zoll
2009
 Weltmeister (Junioren) – Cruiser
 Europameister (Junioren) – Cruiser
2010
 Weltmeisterschaften
 Französischer Meister (Cruiser)
2011
 Weltmeister
 Europameister
 Französischer Meister
Gesamtwertung UCI-BMX-Racing-Weltcup
2012
 Weltmeisterschaften
 Französischer Meister
2013
 Weltmeisterschaften – Zeitfahren
2014
 Weltmeisterschaften – Zeitfahren
 Französischer Meister
2015
 Weltmeister – Zeitfahren
 Französischer Meister
 Europaspiele
USA National BMX Series
2016
 Weltmeister
USA National BMX Series
2017
 Europameister
 Französischer Meister
 Weltmeisterschaften
ein Weltcup-Sieg
2018
 Weltmeisterschaften
zwei Weltcup-Siege
USA National BMX Series
2019
ein Weltcup-Sieg
2021
zwei Weltcup-Siege
USA National BMX Series
2022
 Weltmeisterschaften
zwei Weltcup-Siege
USA National BMX Series
2023
 Weltmeisterschaften
drei Weltcup-Siege
USA National BMX Series
2024
 Weltmeister
ein Weltcup-Sieg
 Olympiasieger